# Кевін Крамер
Кевін Джон Крамер (англ. Kevin John Cramer; нар. 21 січня 1961, Ролетт, Північна Дакота) — американський політик-республіканець, член Палати представників США від штату Північна Дакота з 2013 р.

## Біографія
У 1983 р. закінчив Коледж Конкордія у Мурхеді (штат Міннесота), а у 2003 р. — Університет Мері в Бісмарку. З 1991 по 1993 рр. очолював Республіканську партію Північної Дакоти. З 1993 по 1997 рр. обіймав посаду директора туризму свого штату. У 1996 і 1998 невдало балотувався до Палати представників США. З 1997 по 2000 рр. був відповідальним за економічний розвиток і фінанси Північної Дакоти. З 2003 по 2012 рр. працював комісаром з питань комунальних послуг Північної Дакоти. У 2010 р. був кандидатом у члени Палати представників, але зазнав поразки на праймеріз своєї партії.
Одружений, батько п'ятьох дітей.